# Штурлак, Александр Григорьевич
Александр Григорьевич Штурлак (11 февраля 1962, Донецк) — советский и украинский футболист, защитник.

## Биография
Начал взрослую карьеру в 1980 году в череповецком «Строителе» во второй лиге. За два сезона принял участие в 42 матчах.
В 1982 году вернулся в Донецк и стал выступать за «Шахтёр», но преимущественно играл за дубль. В основном составе «горняков» дебютировал в Кубке СССР 4 марта 1982 года в игре против воронежского «Факела», а в чемпионате страны — 8 апреля 1983 года в игре против ленинградского «Зенита». Всего в 1983—1985 годах сыграл за донецкий клуб 10 матчей в высшей лиге. Стал обладателем Кубка СССР 1983 года (в розыгрыше сыграл один матч на стадии полуфинала) и Кубка сезона 1984 года.
С 1985 года играл за клубы первой и второй лиг — «Шахтёр» (Горловка), «Колос» (Никополь), «Нистру» (Кишинёв), «Уралан» (Элиста).
В конце 1987 года прекратил карьеру в командах мастеров и играл за коллективы физкультуры Донецкой области. После распада СССР провёл один сезон в профессиональном футболе в переходной лиге Украины за «Горняк» (Горное/Харцызск).
В начале 2010-х годов был арбитром и инспектором соревнований по мини-футболу. В 2015 году награждён почётной грамотой Народного совета ДНР «за особый личный вклад в развитие футбола Донецкой области и в ознаменование создания Футбольного союза ДНР».